# Аве верум корпус
Аве верум корпус (лат.: Ave verum corpus — Вітаю, вірне Тіло) — молитовний богослужбовий піснеспів на віршований латинський текст. У католицькій церкві співають під час причастя. Текст документально зафіксований у XIV столітті (час його створення та автор — невідомі). 
Поза церквою виконується як концертна хорова п'єса. Всесвітньої популярності набула музика "Ave verum corpus" В. А. Моцарта.

## Текст латиною
Ave verum corpus, natum

de [або: ex] Maria Virgine,

vere passum, immolatum

in cruce pro homine,

cuius latus perforatum

fluxit aqua et sanguine, [або: unda fluxit et sanguine]

esto nobis praegustatum

in mortis examine. [або: mortis in examine]

O Iesu dulcis, O Iesu pie, O Iesu, fili Mariae.

Miserere mei [або: Tu nobis miserere]. Amen.

## Переклад українською
Вітаю, вірне Тіло, народжене

Дівою Марією,

справді Потерпіле, Заклане

на Розрп'ятті за людей,

пронизаний бік якого

стік хвилею крові,

будь нам Опорою

в смертному іспиті.

О, Ісусе Сладосний, о, Ісусе Лагідний, о, Ісусе, Дитя Марії.

Пощади мене. Амінь. 

## Музичні втілення
Існують численні варіанти, починаючи з XV століття. Зокрема, музику створили композитори:
- Гійом Дюфаї (троп у Sanctus)
- Жоскен Депре
- Хуан де Анчієта
- Франсіско де Пеньялоса
- Орландо Лассо
- Дж.П. да Палестрина
- Пітер Філіпс (два різні варіанти)
- Вільям Берд (1605)
- Андре Резон (Elevatio з Меси у третьому тоні)
- Ференц Ліст
- Вольфганг Амадей Моцарт (1791)
- Каміль Сен-Санс
- Габріель Форе
- Едуард Елгар ( 1887)
- Франсіс Пуленк використовував текст латинської молитви двічі: "Ave verum corpus" (для жіночого вокального тріо, 1952) і в опері "Діалоги кармеліток" (1957).